# Anepsion semialbum
Anepsion semialbum är en spindelart som först beskrevs av Simon 1880.  Anepsion semialbum ingår i släktet Anepsion och familjen hjulspindlar.
Artens utbredningsområde är Nya Kaledonien. Inga underarter finns listade i Catalogue of Life.